# Salvador García Pintos
Salvador García Pintos (Montevideo, 27 de agosto de 1891 - La Floresta, 19 de enero de 1956) fue un médico y político uruguayo.

## Biografía
Huérfano desde pequeño, gracias a la ayuda del Dr. Luis Pedro Lenguas se crio en los Talleres Don Bosco de Montevideo. Es enviado a estudiar a Roma y Lovaina, con la idea de seguir la vocación sacerdotal; pero pronto descubre su pasión por la medicina. La Primera Guerra Mundial lo obliga a retornar a Uruguay, en donde continúa con mucho esfuerzo sus estudios de medicina. Realiza sus prácticas médicas en una penitenciaría, comparte todas esas actividades con la presidencia de la Federación de Juventudes Católicas.
Se casa en 1919 con María Esther Baracco, con la que tendrá siete hijos. Al año siguiente recibe su título de doctor en medicina. Se especializa en semiología médica. Ingresa a trabajar en el Círculo Católico de Obreros y en el Correo.
Fue un decidido activista contra el aborto, en una época en la que se había aprobado el aborto libre en el Código Penal. Tiempo después, se aprobó la ley 9.763 que tipificó al aborto como delito. En reconocimiento por su lucha, el papa Pío XI le confirió la Orden de San Gregorio Magno.
Fue militante de la Unión Cívica del Uruguay, partido por el que fue elegido a la Cámara de Representantes, a la que ingresa en 1943, siendo tres veces reelecto.
En 1938 asume la presidencia del Círculo Católico de Obreros, institución que se dedica a expandir en su planta física, recursos humanos y aspectos organizativos.
Su actividad en el ámbito periodístico fue vasta, escribiendo en El Bien Público, El Debate, El Plata y La Tribuna Popular. Se desacó en la radiofonía como impulsor de la Radio Sarandí; incentivó a su correligionario Eduardo J. Corso a iniciar la audición radial Diario del campo. Presidió la Unión Nacional Católica de Acción Social.
Falleció prematuramente mientras se dedicaba a su afición, la pesca.

## Honores
Una calle de Montevideo, en el barrio Bella Vista, lleva su nombre.
En 2016 se le presentó al cardenal Daniel Sturla una solicitud de beatificación de García Pintos. Fue proclamado Siervo de Dios.

## Selección de obras
- El nuevo derecho al aborto libre (1934)
- Suicidio, eutanasia, aborto, embarazo y cardiopatía (1935)[11]
- En torno a la penalidad del aborto y la eutanasia (1935)
- El derecho de nacer (1936)